# Exastilithoxus
Exastilithoxus (Ексастілітоксус) — рід риб триби Ancistrini з підродини Hypostominae родини Лорікарієві ряду сомоподібні. Має 2 види. Наукова назва походить від грецьких слів exastis, тобто «прядиво», «нитки», «переплетення», lithos — «каміння», oxys — «загострити».

## Опис
Загальна довжина представників цього роду коливається від 5,1 до 6 см. Голова порівняно велика, широка, її верхня частина вкрита міцними та гострими одонтодами (шкіряні зубчики) з гострими кілями. Останні сильно витягнуті, що майже перекривають один одного. Очі середнього розміру, розташовані у верхній частині голови. Рот являє собою своєрідну присоску. На нижній губи присутні м'ясисті вусики та тонка бахромка на задній частині. Позаду голови є 4-5 кісткових пластин. Тулуб має циліндричну форму, вкрито кістковими пластинками, окрім черева. Перші 2 гіпобранхіальні борозни (ними їжа проходить до кишки) сильно подовжені. Спинний плавець подовжений, дещо високий. Грудні та черевні плавці широкі, останні поступаються першим за розміром. Жировий плавець відсутній. На хвостовому стеблі є 3 рядки пластин. Хвостовий плавець витягнутий, трохи роздвоєний, нижня лопать довша за верхню.
Забарвлення строкате, темно-коричневе з світло-коричневими плямами. Черево білого кольору. Плавці мають світлі цяточки.

## Спосіб життя
Біологія вивчена недостатньо. Це демерсальні риби. Воліють до прісних та чистих водойм. Часто тримають верхів'я річок. Активні переважно у присмерку або вночі. Живляться личинками комах, яких всмоктують ротом.

## Розповсюдження
Мешкають у басейнах річок Оріноко і Ріу-Неґру.

## Види
- Exastilithoxus fimbriatus
- Exastilithoxus hoedemani